# All that Fall
'
All That Fall is a one-act radio play by Samuel Beckett produced following a request da BBC. Foi escrita em inglês e concluída em setembro de 1956. A cópia do autógrafo é intitulada   'Lindo dia para as corridas'  . Foi publicada em francês, numa tradução de Robert Pinget revisada pelo próprio Beckett, como   'Tous ceux qui tombent'  '.
Quando embrião de "All that Fall" chegou até ele, Beckett escreveu a uma amiga, Nancy Cunard:
"Nunca pensei na técnica do rádio, mas na calada da outra noite tive uma boa ideia horrível, : "Nunca pensei sobre técnica de jogo de rádio, mas na calada da noite tive boa e horrível ideia plena de cambalhotas, arrastar de pés e sopros e ofegos que podem ou não pode levar a algo."
Embora a peça tenha sido escrita rapidamente e com poucas reformulações, o assunto era profundamente pessoal, fazendo com que ele se afundasse no que chamou de "um turbilhão de depressão"." quando ele escreveu para seu editor americano Barney Rosset em agosto. De fato, em setembro "ele cancelou todas as suas nominações em Paris por uma semana simplesmente porque se sentia totalmente incapaz de enfrentar as pessoas"  e trabalhou no script até sua conclusão.
Foi transmitida pela primeira vez no BBC Third Program, em 13 de janeiro de 1957, com Mary O'Farrell como Maddy Rooney com J. G. Devlin como seu marido, Dan. Em breve, atores usuais das obras de Beckett, Patrick Magee e Jack MacGowran também tiveram pequenos papéis. O produtor foi Donald McWhinnie.